# Олула дел Рио
Олула дел Рио (на испански: Olula del Río) е населено място и община в Испания. Намира се в провинция Алмерия, в състава на автономната област Андалусия. Общината влиза в състава на района (комарка) Вале дел Алмансора. Заема площ от 23 km². Населението му е 6733 души (по данни от 2010 г.). Разстоянието до административния център на провинцията е 103 km.

## Демография
| 1996 | 1998 | 1999 | 2000 | 2001 | 2002 | 2003 | 2004 | 2005 | 2006 |
| ---- | ---- | ---- | ---- | ---- | ---- | ---- | ---- | ---- | ---- |
| 6165 | 5952 | 6008 | 5927 | 6049 | 6141 | 6338 | 6272 | 6358 | 6405 |